# Gurasanpark
Gurasanpark（グラサンパーク、 1989年3月6日 - ） は、日本の作曲家、編曲家、ベーシスト。
滋賀県草津市出身。

## 略歴
2013年にコーラスバンド Voice of Mindでデビュー。編曲・一部楽曲の作曲を手がける。バンド活動にて渡り廊下走り隊7やヘキサゴンファミリー、アグネス・チャン等への楽曲提供、TV-CMソング、企業の社歌制作。千葉テレビ放送などの番組レギュラー出演なども行う。
解散後フリーのベーシストとして活動しながら作・編曲家としてアーティストへの楽曲提供、TV-CM音楽、ドラマCDなどの劇伴制作も行う。
2018年、プライベートスタジオ「South Pocket Studio」自主レーベル「South Pocket Records」を設立。
2020年、ソロアルバム「Stylable」を発売。

## 参加作品
クレイジーケンバンド
- Preproduction Recording&Programming
  - 「GOING TO A GOGO」
  - 「PACIFIC」
  - 「IVORY ep」
  - 「門松」
  - 「夢の夢」
  - 「NOW」

報道ステーションメインテーマソング
- 「Brave」（ベース&アレンジ）

森口博子
- ベース
  - 「Z・刻をこえて」
  - 「銀色ドレス」
  - 「君を見つめて -The time I'm seeing you- / with 本田雅人」
  - 「星空のBelieve」
  - 「DREAMS」
  - 「MEN OF DESTINY」
  - 「限りなき旅路 / with VOJA」

Study
- 「Can now,Can now」（ベース）

伊藤美来
- 「No Color」（ベース）

和氣あず未
- 「キュピデビ」（ベース）

プラリズ
- 「Feelings」（プロデュース、ベース、作編曲）

オトループ
- ベース
  - 「スポットライトシンドローム」
  - 「脳内診断App」
  - 「アンノウンブレーバー」

RoNo⭐︎Cro
- Programming
  - 「メンヘレーション」
  - 「パイナップルチャーハン」
  - 「タイムカプセル」
  - 「エンワ~Multiverse~」
  - 「ソコニール・ミネーションカラー」
  - 「恋のABCG」

Sick2
- 編曲
  - 「ミーハーを葬る歌」
  - 「D×M×F×S」
  - 「エゴ≠エゴ」
  - 「かみさまはうそつきだ」
  - 「色情、或いは狂恋」
  - 「シカリオ」
  - 「チェックメイト」
  - 「ファラリスの雄牛」